# Королева ізгоїв
«Королева ізгоїв» (англ. Rogue Queen) — науково-фантастичний роман Лайона Спрег де Кемпа, вперше вийшов 1951 року у видавництві Doubleday. Третя книга серії «Міжпланетні подорожі» (порт. Viagens Interplanetarias).

## Зміст
На планеті зірки Лаланд 21185, названій землянами Ормазд, домінуючий вид гуманоїдів організований у спільноти-вулики, подібні до земних мурах і бджіл. У кожній спільноті за розмноження відповідають гіперфертильна матка та жменька самців-трутнів, тоді як усі інші завдання виконують стерильні робітниці. Цей статус-кво порушується прибуттям дослідницького космічного корабля «Париж» організації Viagens Interplanetarias, космічного агентства Землі. Його змішана команда, що складається з соціально рівних і сексуально активних чоловіків і жінок, відкриває інші можливості для тубільців, і особливо для Іроет, робітниці з громади Елхам. Її власні історичні дослідження привели її до висновку, що суспільство Ормазда могло колись бути схожим на земне. Однак її колеги зацікавлені лише в тому, щоб дізнатися технологічні секрети землян для можливого військового використання. Іроет, подружившись із Вінстоном Блохом і Барб Дюлак, двома науковцями, за іронією долі добивається кращого результату, ніж її більш корисливі товариші.
Сподіваючись врятувати Антіса, засудженого трутня, до якого вона плекає платонічні романтичні почуття, Іроет використовує своїх нових друзів спочатку для порятунку, а потім для втручання в політику Елхама, щоб скасувати його смертний вирок. Друга спроба має зворотний ефект, роблячи її, Антіса та їхніх союзників втікачами. На яких полюють як Елхамні, так і банда розбійників трутня-ізгоя Вітіаса, який має намір отримати терранську зброю. Втікачі губляться в пустелі та потерпають від голоду. Щоб вижити, Іроет змушена відмовитися від вегетаріанської «робочої» дієти та їсти м’ясо, яке вважається отруйним для всіх самок, крім маток. Його вплив на неї призводить до її статевого дозрівання, роблячи її самою королевою, хоча й без спільноти, якою б керувала. Вони з Антісом стають коханцями. Згодом, знову переслідувані бандою Вітіаса, їм вдалося досягти Оракула Ледвіда, нейтральної сили посеред ворогуючих громад. На їх подив, нинішній володар титулу Оракула виявляється ще одним прибульцем, Ґілдакком із планети Тот у системі Проціона, єдиним, хто вижив з попередньої експедиції.
За допомогою Ґілдакка та його працівників вони обороняються проти трутнів-ізгоїв, але потім стають союзниками, демонструючи під час переговорів, що Іроет стала функціональною жінкою; Ґілдакк зазначає, що якщо інші працівники наслідуватимуть її приклад, то всі трутні зможуть мати власних партнерів. Вітіас убиває Ґілдакка, намагаючись зберегти свою владу, і своєю чергою, його вбиває Барб. Інші трутні обирають Іроет та Антіса своїми королевою та королем.
Об'єднані сили направляються до Елхема, щоб допомогти захиститися від ворожої громади Тваарм, яка щойно почала довгоочікуване вторгнення. Королева, яка оголосила поза законом Іроет та Антіса, виграє «королівську битву» проти Іроет, але її вбиває робітниця, тому Іроет залишається живою і очолює захист.
Об’єднані сили трутнів-ізгоїв та робітниць Елхама перемагають ворога. В Елхамі відбувається соціальна та політична революція, і Іроет та Антіс погоджуються на своє призначення представниками Viagens Interplanetarias у містах-державах Ормазд.

## Теми
«Королева ізгоїв» порушила табу на сексуальні теми в американській науковій фантастиці, проклавши шлях до більш сміливих творів Філіпа Хосе Фармера та інших. Підхід Де Кампа до цього питання був однозначно нееротичним і неексплуатаційним, розглядаючи її по суті як частину життя своїх героїв, яка виявилася випадковою і невіддільною частиною його сюжету. По суті, він нормалізує це, зробивши це предметом обговорення, а не зображення, пояснюючи будь-яку незручність у думках персонажів. Стівен Сільвер припустив, що «без Королеви ізгоїв, яка заклала основу, цілком можливо, що антропологічна наукова фантастика пізнішої епохи, а також її гендерні дослідження не виникли б у такому вигляді, як це сталося».